# Єрназар (Жамбильський район)
Єрназа́р (каз. Ерназар) — село у складі Жамбильського району Жамбильської області Казахстану. Адміністративний центр та єдиний населений пункт Єрназарського сільського округу.
Населення — 1563 особи (2021; 1633 у 2009, 1962 у 1999, 1793 у 1989).